# Sakai (districte)
Sakai (堺区, Sakai-ku) és un dels set districtes que formen la ciuatat de Sakai, a la prefectura d'Osaka, Japó. El districte de Sakai porta el mateix nom que la ciutat a la qual pertany perque és l'antic centre hsitòric del municipi i l'actual centre polític on es troben les institucions de govern de la ciutat.

## Geografia
El districte de Sakai es troba localitzat al nord de la ciutat homònima i a l'oest de la prefectura d'Osaka (dins de la regió de Senboku, sent el districte més septentrional del municipi i limitant al nord amb la ciutat d'Osaka i al sud amb els districtes de Kita i Nishi. Cap a l'oest, Sakai-ku limita amb la badia d'Osaka i la mar interior de Seto.

## Història
El districte de Sakai va ser creat l'1 d'abril de 2006 quan el municipi de Sakai va esdevindre una ciutat designada pel govern del Japó. Amb anterioritat, la zona que actualment ocupa el districte ja formava part de la ciutat i n'era el centre neuràlgic d'aquesta, albergant institucions com l'ajuntament o el museu municipal.

## Transport

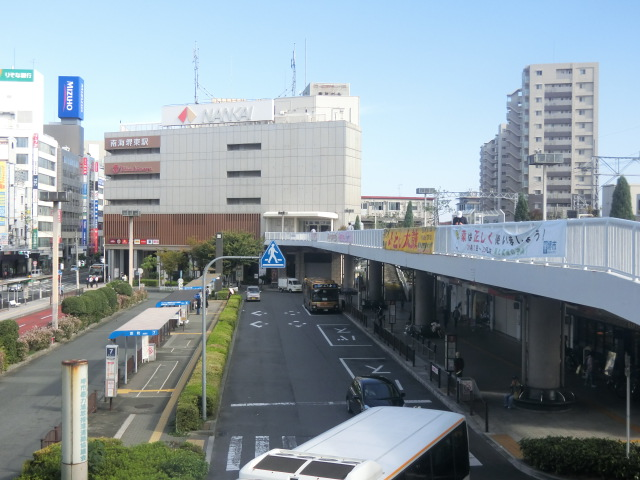
Estació de Sakai-Higashi

### Ferrocarril
- Companyia de Ferrocarrils del Japó Occidental (JR West)
  - Asaka - Sakai-shi - Mikunigaoka - Mozu
- Ferrocarril Elèctric Nankai
  - Shichidō - Sakai - Minato - Asakayama - Sakai-Higashi - Mikunigaoka - Mozu-Hachiman
- Xarxa de Tramvies d'Osaka-Sakai (Hankai)
  - Yamatogawa - Takasu-Jinja - Ayanochō - Shinmeichō - Myōkokujimae - Hanataguchi - Ōshōji - Shukuin - Terajichō - Goryōmae - Higashi-Minato

### Carretera
- Autopista Hanshin
- Nacional 26 - Nacional 310